# 란마½의 등장인물
다음은 타카하시 루미코의 만화 작품 및 원작으로 한 애니메이션 『란마½』에 등장하는 가공의 인물 일람이다. 괄호 안은 한국어 더빙판 이름이다.

## 메인 캐릭터

### 사오토메가
사오토메 란마 (남궁 란마)
성우 : 야마구치 캇페이, 강수진(비디오, 투니버스 2기판), 손원일(97' 新란마, 극장판) (남자 란마) / 하야시바라 메구미, 최덕희(비디오), 박영희(97' 新란마), 양정화(극장판, 투니버스 2기판) (여자 란마)
찬물을 뿌리면 여자가 되고, 더운물을 뿌리면 남자로 돌아가는 체질의 고등학교 1학년생. 아버지 겐마와 중국에 무사수행을 갔다가 주천향의 낭익천에 빠져졌기 때문이다. 격투에 대해선 초일류. 지는 걸 싫어하는 엄청난 나르시스트이기도. 고양이를 무서워한다.
사오토메 겐마 (남궁민)
성우 : 오가타 겐이치, 故 장정진(비디오), 유제상(97' 新란마), 손종환(투니버스 2기판)
란마의 아버지. 찬물을 뿌리면 팬더가 된다. 무차별격투 사오토메류를 쓴다. 대머리를 신경써 보통은 머리에 손수건을 씌우고 있다. 팬더의 상태에선 말할 수가 없어서 문자를 쓴 플래카드로 대화하나 순식간에 문자를 쓰는데도 난필이 아니라 읽기 쉬운 문자를 쓴다는 특기(?)가 있다. 하기 싫은 일이 있으면 곧 팬더가 되어버린다. 후기로 갈수록 인간일 때보다 팬더일 때가 많다.
사오토메 노도카 (박지언)
성우 : 이케다 마사코
란마의 모친. 수행을 떠난 란마의 귀가를 기다리고 있다. 진지한 성격으로 겐마가 "란마를 남자 중의 남자로 키우지 않으면 함께 할복하겠다"라고 다짐한 후 언제든지 할복할 수 있도록 일본도를 비단에 넣고 항상 가지고 다닌다. 란마는 텐도가에 나타난 어머니에게 여자 모습으로 자신을 '란코'라고 소개한다.

### 텐도가
텐도 아카네 (주세나)
성우 : 히다카 노리코, 서혜정(비디오 전반부), 지미애(비디오 후반부), 김수경(97' 新란마), 성유진(극장판), 여민정(투니버스 2기판)
텐도도장에 살고 있는 텐도가의 셋째딸. 란마와 같은 반이면서 약혼자. 격투기의 고수이며, 란마를 수백미터 날려버릴 정도도로 괴력의 소유자이다. 그러나 수영을 못해서 맥주병이라고 불리기도 한다. 요리와 재봉도 굉장히 못한다. 자존심이 굉장히 강하고 지는 것을 싫어하는 괄괄하고 당당한 대장부. 특히 남자에게는 무슨 일이 있어도 반드시 이기려 한다. 남자를 여성에게 치근덕거리며 노예 취급하며 깔보는 음탕한 생물이라고 생각하며 매우 싫어하는 남성혐오자. 초기에는 장발이었으나 란마와 료가의 싸움 이후에는 잘려나가서 그 이후로 단발로 생활하고 있다. 란마하고는 언제나 툭하면 투닥거리고 말싸움을 한다.
텐도 소운 (주진창)
성우 : 오오모리 타카노스케, 정승욱(투니버스 2기판)
아카네 삼녀의 아버지. 겐마와는 젊었을 때부터 알고 지낸 사이였다. 란마와 아카네를 결혼시켜 텐도도장을 잇게 하는 것이 꿈. 화낼 때는 얼굴을 거대화시키고 불길한 구름을 뿜는다. 가끔 말꼬리가 여성스러워지는 때도 있다. 지금도 죽은 아내를 계속 사랑하고 있다.
텐도 카스미 (주하나)
성우 : 이노우에 키쿠코, 유지영(비디오), 이진화(97' 新란마), 이동은(투니버스 2기판)
텐도가의 장녀. 19세. 텐도가의 가사를 담당하며 죽은 어머니 역할을 하고 있다. 비정상적으로 상냥하며 절대로 화내지 않으나 약간 맹한 점이 있다.
텐도 나비키 (주두나)
성우 : 타카야마 미나미, 정미숙(비디오), 윤여진(투니버스 2기판)
텐도가의 차녀. 고등학교 2학년생이며 쿠노 타테와키와 같은 클래스. 돈에는 눈이 멀어 여자 란마와 아카네의 사진을 팔기도 한다. 한번은 란마 자체를 판 적도 있다. 나비키의 말처럼 “돈의 노예”답다.

## 그 외 캐릭터
오노 도후 선생 (동풍)
성우 : 미츠야 유지, 강구한(비디오), 박성태(투니버스 2기판)
오노접골원의 한의사. 뼈를 치료하는 데 일류. 카스미를 좋아한다. 평소에는 온화하고 정확하지만 카스미 앞에서는 극도의 긴장으로 손에 있는 물건을 부수는 등 이상한 행동을 한다. 원작에서는 도중에서 등장하지 않게 되었다.
히비키 료가 (제갈 요가)
성우 : 야마데라 코이치, 故 백순철(비디오), 박상훈(97' 新란마), 김영훈(극장판), 홍범기(투니버스 2기판)
란마의 친구이자 라이벌. 찬물을 뿌리면 검은 새끼 돼지가 된다. 아카네는 새끼 돼지가 된 료가를 보고 귀엽다며 P짱(꾸꾸)라고 부르며 애완동물로 키운다. 료가는 새끼 돼지라는 것을 아카네에게 들키지 않기 위해 부단히도 애쓴다. 이상하게 무거운 우산을 가지고 다니며 수련의 여행을 계속하나 극도의 방향치라 어디에 가도 미아가 되고 만다. 이것은 집안 내력인 듯 하다. 집에는 시로쿠로라는 개를 키우고 있고 새끼 와 같이 집을 지키고 있다. 란마의 변장에 금방 속아버리는 진지한 성격이며, 아카네와 아카리를 동시에 좋아한다. 송곳니가 있다. 엄청난 맷집을 가지고 있어 물체의 혈을 뚫어 파괴하는 폭쇄점혈을 코롱에게서 배울 수 있었다.
쿠노 타테와키 (강동수)
성우 : 스즈오키 히로타카, 김환진(비디오), 박상훈(97' 新란마), 최재호(투니버스 2기판)
검도부에서 훈련을 하고 있는 검술가. 란마가 올 때까지는 풍림관(후린칸)고등학교 최강(+최악의 변태)라고 불렸다. 진검과 목도를 소지하고 있다. 여자 란마와 아카네를 좋아한다. 여자 란마를 “댕기머리 소녀”라고 부르고 있다. 남자 란마가 댕기머리 소녀란 것을 모르고 있다.
쿠노 코다치 (강유리)
성우 : 시마즈 사에코, 유지영(비디오), 박영희(97' 新란마), 김현심(투니버스 2기판)
타테와키의 여동생이며 거만한 성격. 성 헤베르케 여학원에 다니며 리듬 체조(신체조)가 특기. 통칭 “흑장미의 코다치”. 등장하고 물러날 때마다 리본을 회전시켜 흑장미를 흩뜨러뜨린다. 남자 란마에게 반해 있으나 여자 란마는 싫어한다.
사루가쿠레 사스케 (봉석)
성우 : 치바 시게루, 최승훈(투니버스 2기판)
애니메이션 오리지널 캐릭터. 처음에는 고슨쿠기 히카루의 대역을 담당했음. 쿠노가의 집사로 일하고 있다.
샴푸
성우 : 사쿠마 레이, 정미숙(비디오), 김수경(97' 新란마), 이동은(극장판), 김현지(투니버스 2기판)
중국의 여걸족. 물을 뿌리면 고양이가 된다. 중국에서 여자란마와의 격투에서 져서 여걸족의 규칙에 의해 란마를 죽이기 위해 따라오나 나중에 남자라는 것을 알게 되자 다른 규칙에 의해 결혼하기 위해 따라다닌다. 친가의 중화요리점 “고양이 반점”의 웨이트리스를 하고 있다. 대담한 성격으로 란마에게 적극적으로 대쉬한다. 중국인이기 때문에 무스, 코롱과 더불어 더빙판 이름이 없다.
무스
성우 : 세키 토시히코, 강구한(비디오), 현경수(투니버스 2기판)
샴푸의 소꿉친구. 샴푸를 좋아하지만 샴푸는 그를 상대해주지 않는다. 3살 때 샴푸에게 진 적이 있어 샴푸의 할머니는 무스가 샴푸와 결혼하려는 것을 허락하지 않는다. 물을 뿌리면 오리가 된다. 눈 앞의 물건이나 사람을 판별하지 못할 정도의 근시안으로, 집안 내력인 듯 하다. 옷 속에 숨겨놓은 병기를 쓰는 암기술이 주특기. 샴푸네 집의 중화요리집 고양이 반점에서 일한다. 샴푸가 란마를 포기하도록 하기 위해 무척 애를 쓴다.
핫포사이 (팔보)
성우 : 나가이 이치로, 김환진(비디오, 투니버스 2기판), 김창주 (97' 新란마), 유해무 (극장판), 오스만 레이업(독일판)
겐마와 소운의 사부이면서 무차별격투류의 창시자. 이상할 정도로 작은 체구이지만 겐마와 소운이 같이 덤벼도 이길 수 없을 정도로 무술의 달인. 수련을 핑계로 겐마와 소운에게 온갖 고생을 시켰으며, 참다 못한 겐마와 소운은 핫포사이를 산 족에 봉인시켜 버렸다.(이 봉인이 깨지면서 핫포사이가 등장한 것이다.) 극도의 변태로 상습적으로 여자 속옷을 도둑질한다. 란마가 브래지어를 입은 모습을 보기 위해 무슨 짓이라도 한다. 핫포사이 때문에 란마는 갖은 고생을 겪는다. 애칭은 해피. 예전의 모습에 대한 기억을 극도로 미화시키지만 실제로는 성격도 용모도 지금과 큰 차이 없다. 친구로 랏쿄사이(애칭 럭키)가 있다. 잘 쓰는 기술은 불꽃놀이를 사용하는 팔보 대화륜이나 나중에는 불꽃놀이가 아니고 폭탄이 된다.
코롱
성우 : 아소 미요코, 유지영(비디오), 성선녀(투니버스 2기판)
샴푸의 증조할머니. 연령과 신장은 핫포사이와 거의 같다. 핫포사이와는 예전부터 알고 있었다. 항상 지팡이를 들고 다닌다. 핫포사이 못지않은 무술의 달인으로 여러 가지 기술을 란마와 료가에게 전수해 주기도 한다. 젊었을 때는 보통의 사람과 똑같은 신장으로, 미인이었던 듯. 란마와 샴푸를 결혼시키기 위해 여러 가지 방법을 쓴다.
완전판 이전의 한국어판에서는 별다른 명칭 없이 "할멈"으로 불렸다.
쿠온지 우쿄 (권우경)
성우 : 츠루 히로미, 유지영 (비디오), 이진화(97' 新란마), 김보영(투니버스 2기판)
간사이 사투리를 쓰는 여자아이. 애칭으로 웃쨩. 란마의 소꿉친구이며 처음에는 남장을 하고 전학왔다. 란마의 또다른 약혼자로 란마를 좋아하고 있다. 아버지가 오코노미야키 장사를 했기 때문에 어렸을 때부터 오코노미야키 요리법을 배웠으며, 그 실력도 수준급. 라이벌로 타코야키 장수인 묘진 하야토가 있다. 오코노미야키점 웃쨩을 경영하고 있다. 활발한 성격. 어릴 때 아버지와 겐마의 제멋대로인 약속으로 오코노미야키 포장마차가 겐마에게 넘어가 버린다. 등뒤에 큰 부침개 뒤집개를 항상 갖고 다닌다.
쿠레나이 츠바사 (홍자빈)
성우 : 히사무라 에이코
우쿄의 동창생. 외모는 여자이지만 실상은 남자이다. 우쿄를 짝사랑하여 풍림관 고등학교로 전학온 우쿄를 쫓아왔다. 우쿄가 좋아하는 란마를 라이벌로 생각하고 있다. 우체통, 자판기, 쓰레기통 등에 숨고 '돌격!'이라고 외치며 달리기가 특기이다.
운류 아카리
료가의 여자친구. 돼지를 좋아한다. 큰 돼지와 같이 다님. 코믹스에만 등장.
니노미야 히나코
성우 : 토마 유미
란마의 담임교사. 보통 어린애의 모습이지만 여러 군데의 혈에서 상대의 투기를 빼오는 핫포고엔사츠(팔보오원살. 어릴적 핫포사이에게서 배운 기술)에 의해 어른으로 변하고 강해진다. 그러나 정신연령은 항상 어린애. 빨아들인 투기를 합해 양손으로 돌려주는 핫포 거스름 돌려주기를 사용하면 원래대로 돌아온다. 소운을 좋아한다.
판스토 타로 (스타킹 보이)
성우 : 후루모토 신노스케
태어났을 때 주천향에서 목욕시킨 핫포사이에게 이 이름을 받았기 때문에 엄청나게 싫어한다. 물을 뿌리면 소의 머리에 설인의 몸, 학의 날개에 꼬리는 뱀장어인 거대한 괴물이 된다. 다른 주천향의 피해자들과 다르게 변신 후의 몸에 관심을 기울이고 있다. 나중에 파워업을 위해서 자신이 주천향에 빠져서 등 뒤에 생긴 문어의 발과, 문어 먹을 손가락 끝에서 내는 능력을 추가한다.
주천향 안내인
성우 : 야마데라 코이치
주천향의 가이드. 결혼하여 프라무라는 어린 딸이 있다.
교장
성우 : 진나이 타츠유키, 김창주(97' 新란마), 최한(투니버스 2기판)
란마 등이 다니는 풍림관고등학교의 교장선생. 하와이 출신이며 문제를 만드는 성격. 란마의 댕기머리를 매우 성가시게 생각하고 있으며 항상 이발기를 가지고 다닌다. 쿠노 남매의 부친이며 타테와키는 아버지를 “대디”, 교장은 쿠노를 “터치”라고 부르고 있으나 역시 사이는 나쁘다.
고슨쿠기 히카루 (오선돌)
성우 : 후타마타 잇세이
란마 등의 클래스메이트. 성격은 매우 어두우며 짚인형을 찌르는 게 취미. 아카네를 좋아한다.